# أرول براغسام
أرول براغسام (1940 - ) (بالإنجليزية: Arul Pragasam)‏ هو ناشط تاميلي سريلانكي وثوري سابق من جفنا، كان له دور في تشكيل منظمة إيلام الثورية للطلاب (Eelam Revolutionary Organisation of Students) في يناير عام 1975 في واندسورث بإنجلترا. وهو يرأس حاليا المبادرة العالمية للاستدامة في المملكة المتحدة. وهو أيضا والد الموسيقية إم.آي.أيه.

## سيرته
تحصل براغسام على شهادة في الهندسة من الجامعة الروسية لصداقة الشعوب في موسكو.